# Comuna Pidzamce, Radîvîliv
Pidzamce (în ucraineană Підзамче) este o comună în raionul Radîvîliv, regiunea Rivne, Ucraina, formată din satele Adamivka, Kazmiri, Kopani, Krukî, Pidlîpkî, Pidzamce (reședința) și Stoianivka.

## Demografie
Componența lingvistică a comunei Pidzamce
     Ucraineană (99,36%)
     Alte limbi (0,64%)
Conform recensământului din 2001, majoritatea populației comunei Pidzamce era vorbitoare de ucraineană (99,36%), existând în minoritate și vorbitori de alte limbi.